# 薩姆索尼夫卡 (科留科夫卡區)
51°40′51″N 32°12′54″E / 51.68083°N 32.21500°E
薩姆索尼夫卡（烏克蘭語：Самсонівка），是烏克蘭北部的村莊，隸屬切爾尼希夫州的科留基夫卡區。該村面積0.34平方公里，海拔高度130米，2001年人口24，人口密度每平方公里70.4人。